# MaXXXine
MaXXXine je americký horor z roku 2024, který napsal, režíroval, produkoval a sestříhal Ti West. Jedná se o třetí a poslední díl Westovy trilogie X a přímé pokračování filmu X (2022). Ve filmu hrají Mia Goth, Elizabeth Debicki, Moses Sumney, Michelle Monaghan, Bobby Cannavale, Halsey, Lily Collins, Giancarlo Esposito a Kevin Bacon.

## Synopse
Ve filmu se Maxine vydává za slávou a úspěchem v Hollywoodu 80. let 20. století, zatímco se stává terčem záhadného vraha.

## Obsazení
| Mia Goth          | Maxine            |
| Elizabeth Debicki | Elizabeth Bender  |
| Moses Sumney      | Leon Green        |
| Michelle Monaghan | detektiv Williams |
| Bobby Cannavale   | detektiv Torres   |
| Halsey            | Tabby Martin      |
| Lily Collins      | Molly Bennett     |
| Kevin Bacon       | John Labat        |

## Vydání a ohlasy
Premiéra filmu MaXXXine proběhla 24. června 2024 v TCL Chinese Theatre v Los Angeles a 5. července 2024 jej ve Spojených státech vydala společnost A24. Film celosvětově vydělal 22 milionů dolarů a stal se nejvýdělečnějším filmem série.